# ملاق - جبل الصيف
ملاق - جبل الصيف هي محمية طبيعية أُنشئت عام 2010 وتُغطي مساحة 2322 هكتارًا، وتقع في محافظة الكاف شمال غرب تونس.